# 利奧獎
利奧獎（英語：Leo Awards）是加拿大英屬哥倫比亞為表彰的電影及電視行業所設計的獎項，自1999年起每年5月或6月於溫哥華舉辦，由Motion Picture Arts and Sciences Foundation of British Columbia主辦，另外2005年至2010年間曾設立過一個電影節。獎項分類廣泛，包括但不限於真人演出、動畫、戲劇、儿童电视节目、紀錄片、記錄電視、短片等。